# Colombey-les-Belles
Colombey-les-Belles é uma comuna francesa na região administrativa de Grande Leste, no departamento de Meurthe-et-Moselle. Estende-se por uma área de 17,59 km². Em 2010 a comuna tinha 1 474 habitantes (densidade: 83,8 hab./km²).